# Runaway Bay, Texas
Runaway Bay är en ort i Wise County i delstaten Texas, USA.